# 波多野林一
波多野 林一（はたの りんいち、1886年12月15日 - 1962年1月7日）は、大正・昭和期の実業家、政治家。郡是製糸（現グンゼ）第4代社長。参議院議員（1期）

## 経歴
早稲田大学卒。明治44年（1911年）郡是製糸入社。創業者である波多野鶴吉の養子（旧姓は山内）となる。妻は鶴吉の兄の郡是製絲株式会社初代社長羽室嘉右衛門の五女。専務を経て昭和13年（1938年）に社長に就任。昭和22年（1947年）4月20日、第1回参議院議員通常選挙において京都府選挙区から出馬し当選、1期務めた。昭和31年（1956年）春の褒章で郡是において蚕種改良養蚕飼育法刷新や繰糸技術の向上などに努め関係団体要職に就いて蚕糸業振興に寄与したとして藍綬褒章受章。昭和33年（1958年）1月まで約20年間経営トップを務め、同社の最長任期の社長となった。昭和32年（1957年）8月綾部市社会福祉事業費及び文化センター建設基金のために10万円寄付により昭和33年4月5日紺綬褒章受章（飾版）、寄付の功績顕著として木杯一組台付を賜った。
その他、大日本蚕糸会副会頭、日本製糸協会会長などを歴任した。

## 親族
義父は京都府多額納税者、第一期及び第二期貴族院多額納税者議員互選人、郡是製絲初代社長、衆議院議員羽室嘉右衛門。義兄は衆議院議員岡田泰蔵。甥は京都学派哲学研究者、大阪大学名誉教授相原信作。